# A Jehova tanúi kiadványai

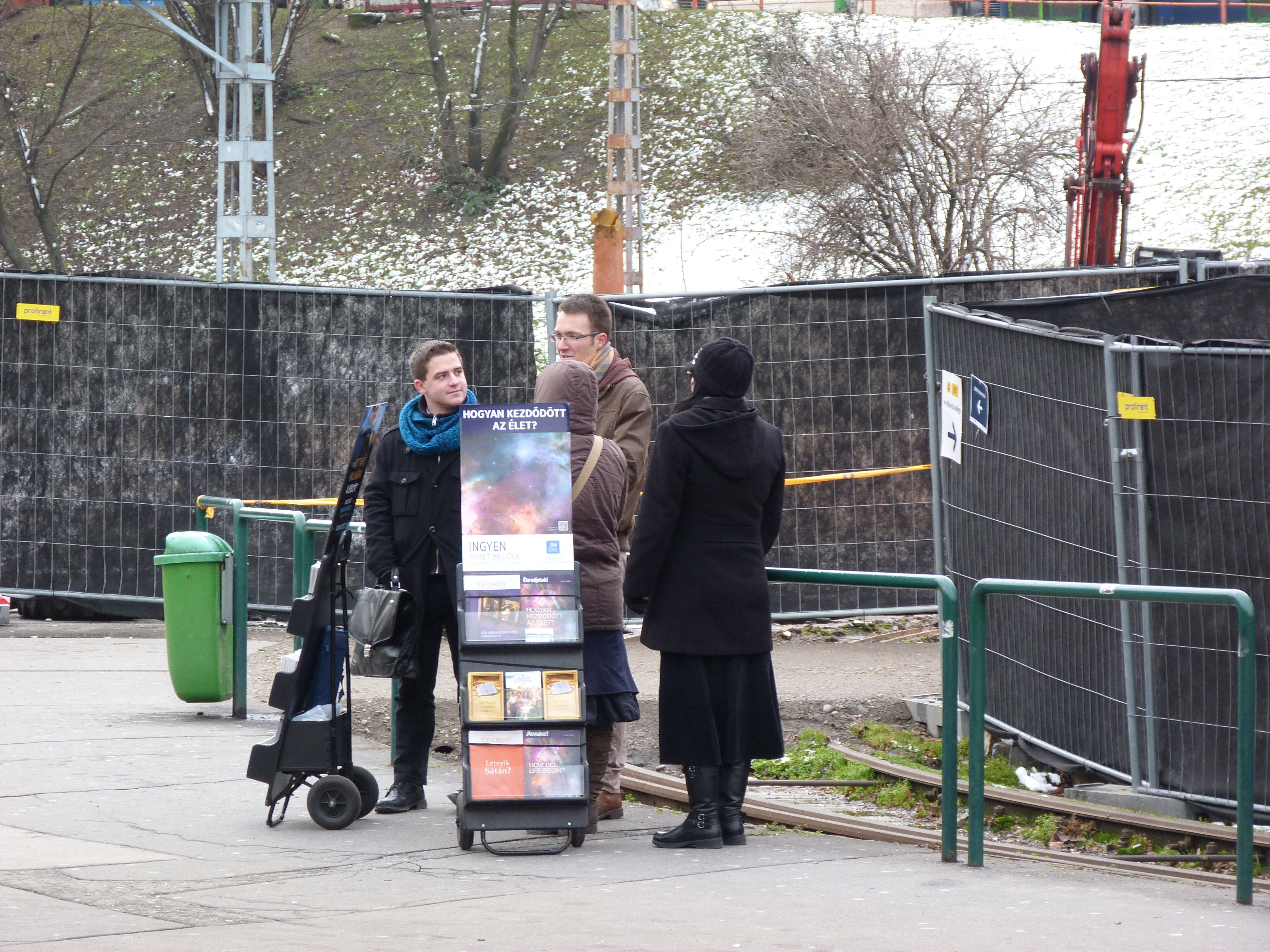
Őrtorony a gurulós tanúskodó állványokon, Széll Kálmán tér

A Watch Tower Bible and Tract Society of Pennsylvania készíti a vallási kiadványokat Jehova tanúinak.  A Társulat írói, fotósai, rajzolói, fordítói mind megkeresztelt Jehova tanúi.
A kiadványoknál megjelölt év – ha külön nincs jelölve – a magyar nyelvű kiadás dátumát jelenti.
Csak a jelenleg is használatban lévő kiadványok kerültek felsorolásra.
Ahol két dátum van, ott az utóbbi a második – apró változtatással készült – kiadás dátumát jelöli.

## Bibliafordítások
- "A Szentírás Új Világ Fordítása" (angolban: 1950-től [részletekben kiadva], 1961, 1984, 2013[2]); magyarban: 2000 [Keresztény Görög Iratok], 2003 [teljes Biblia az 1984-ben kiadott angol fordítás alapján])

## Könyvek

### Lexikonok
- "Tanulmányozd a Szentírást éleslátással!, 1-2 kötet (2014)
- "Érveljünk az Írásokból!" (1989, 2005)
- "A Teljes Írás Istentől Ihletett és Hasznos" (1990)
- "A Hit Példaképei" (Bibliai szereplők életéről, hitéről szóló könyv; 2013)
- "Kutatási segédlet Jehova Tanúinak" (minden évben megjelenik)

### Napi használatra
- "Vizsgáljuk az Írásokat Naponta!" (napiszöveg; minden évben megjelenik)
- "Jehova Tanúi Naptára" (már nem jelenik meg)

### Évkönyv
- "Jehova Tanúi évkönyve" (már nem jelenik meg! - 2016-ban jelent meg az utolsó.)

### Bibliatanulmányozásokhoz

#### Első tanulmányozási könyv
- "Mit tanít valójában a Biblia?" (2005)
- "Mit tudhatunk meg a Bibliából?" (2018)

Korábban:
- "Az Igazság, mely örök élethez vezet" (1970, "kékbomba")
- "Örökké élhetsz Paradicsomban a Földön" (1985)
- "Ismeret, amely örök élethez vezet" (1995)

#### Második tanulmányozási könyv
- "Tartsátok meg magatokat Isten szeretetében!" (2008)
- "Hogyan maradhatunk meg Isten szeretetében?" (2016)

Korábban:
- "Egyesülten az egyedüli Igaz Isten imádatában" (1983; 1986)
- "Az egyedüli Igaz Istent imádd!" (2002)

### A Biblia hitelességével kapcsolatban
- "A Biblia – Isten Szava vagy Emberé? (1990)

### A prédikálószolgálattal kapcsolatban
- "Az Emberiség - Isten Keresése" (1991)
- "Közeledj Jehovához!" (2002)
- "Jöjj, Légy a Követőm!" (2007)

### Bibliamagyarázó könyvek

#### Ószövetség
- "Ézsaiás Próféciája – Világosság az Egész Emberiségnek", 2 kötet (Ézsaiás könyvének magyarázata; 1.: 2000, 2.: 2001)
- "Isten Üzenete Jeremiás Által" (Jeremiás könyvének magyarázata; 2010)
- "The Nations Shall Know That I Am Jehovah – How?" (Ezékiel könyvének magyarázata; csak angolul: 1971)
- "Figyelj Dániel Próféciájára!" (Dániel könyvének magyarázata; 1999)
- "Tartsuk elménkben Jehova napját!" (a "kispróféták" könyveinek magyarázata; 2006)
- "Végre helyreáll Jehova tiszta imádata!" (Ezékiel könyvének magyarázata; 2018)

#### Újszövetség
- "Jézus az út, az igazság és az élet" (2015, A Legnagyobb Ember, Aki Valaha Élt c. könyvet váltott fel)
- "A Legnagyobb Ember, Aki Valaha Élt" (a négy evangélium magyarázata; 1991)
- "Alaposan Tanúskodj Isten Királyságáról!" (a Cselekedetek könyvének magyarázata; 2009)
- "Choosing the Best Way of Life!" (Péter két levelének magyarázata; csak angolul: 1979)
- "Szövegmagyarázat Jakab Leveléhez" (Jakab levelének magyarázata; 1979)
- "A Jelenések Nagyszerű Csúcspontja Közel!" (a Jelenések könyvének magyarázata; 1989, 2007)

### Jehova Tanúi történelme
- "Jehova Tanúi – Isten Királyságának Hirdetői" (1997)
- "Isten Királysága uralkodik!" (2014)

### Segítség az evangéliumhirdetéshez
- "Fordítsuk Javunkra a Teokratikus Szolgálati Iskolát!" (2001, könyv 2018-ig volt használatban.)
- "Odaadóan foglalkozz a felolvasással és tanítással! (füzet, 2018-tól van használatban)

### Gyermekeknek
- "Az én könyvem bibliai történetekről" (1984, 2004)
- "Tanulj a Nagy Tanítótól!" (2003)
- "Bibliai történetek gyerekeknek" (2017)

### Fiataloknak
- "Fiatalok Kérdései – Gyakorlatias Válaszok" (2 kötet; 1.: 1989, 2011; 2.: 2008)

### Családoknak
- "A családi boldogság titka" (1996)

### Evolúció vs. Teremtés
- "Élet – Hogyan Jött Létre? Evolúció Vagy Teremtés Útján?" (1988)
- "Van-e Teremtő, Aki Törődik Veled?" (1998)

### Szervezés
- "Szervezetten Jehova Akaratának Cselekvésére" (2005)
- "Terelgessétek Isten nyáját!" (felvigyázók számára, 2010)

### 1990 előtt kiadott, nyomtatásba már nem kerülő könyvek
- "Hallgass A Nagy Tanítóra!" (1978)
- "Jó hír, mely boldoggá tesz embereket" (1979)
- "Evolúció vagy teremtés útján jött létre az ember?" (1981)
- "Van célja az Életenek" (1982)
- "Jöjjön el a te Királyságod!" (1984)

## Folyóiratok
- "Az Őrtorony Hirdeti Jehova Királyságát" (háromhavonta és két hónapig aktuális)
- "Ébredjetek!" (háromhavonta és két hónapig aktuális)
- "Keresztényi életünk és szolgálatunk" (Havonta)

## Zene

### Énekeskönyv
- "Énekeljünk örömmel Jehovának!" (151 ének; 2017)

### Zenei felvételek
- "Énekeljünk Jehovának! - Zongorakíséret" (135 ének; 2009, 2013)
- "Énekeljünk Jehovának! - Kórus Zenekarral" (angolul 6 lemez; 114 ének; 1.: 2009, 2.: 2010, 3.,4.: 2011, 5.: 2012, 6.: 2013; magyarul 5 lemez; 93 ének; 1.: 2011, 2.,3.: 2012, 4.: 2013, 5.: 2014)

### Korábbi énekeskönyvek[3]
- "A Menyasszony énekei" ("Songs of the Bride"; 144 ének; 1879)
- "A Millenniumi Hajnal költeményei és himnuszai" ("Poems and Hymns of Millennial Dawn"; 333+151 ének, költemény és himnusz; 1890)
- "Sion vidám reggeli énekei" ("Zion's Glad Songs of the Morning"; 11 ének; 1896)
- "Sion vidám énekei" ("Zion's Glad Songs"; 82 ének; 1900, 1905, 1908)
- "A Millenniumi Hajnal himnuszai" ("Hymns of Millennial Dawn"; 333 ének; 1905)
- "Királyság-himnuszok" ("Kingdom Hymns"; 80 ének; 1925)
- "Jehovát dicsőítő énekek" ("Songs of Praise to Jehovah"; 337 ének; 1928)
- "Királyság-szolgálati énekeskönyv" ("Kingdom Service Song Book"; 62 ének; 1944)
- "Énekek Jehova dicséretére" ("Songs to Jehovah's Praise"; 91 ének; 1950)
- "Énekeljetek szívből zenekísérettel!" ("Singing and Accompanying Yourselves with Music in Your Hearts"; 119 ének; 1966)
- "Énekeljetek dicséretet Jehovának!" ("Sing Praises to Jehovah"; 225 ének; 1984)
- "Énekeljünk Jehovának!" (135 ének; 2009)

## Füzetek
A füzeteket Jehova Tanúi a prédikálásban és tanításban használják konkrét bibliai tanítások további bizonyítékait bemutatva. Az összes újabb füzet 32 oldalas.
- "Az Isteni Név, Amely Mindörökké Fennmarad" (1985)
- "Kormányzat, Amely Elhozza a Paradicsomot" (1985)
- "Íme! Mindent Újjáteszek!" (1988)
- "Kell Hinned a Háromságban?" (1989)
- "Hogyan Mentheti meg a Vér az Életedet? (1990)
- "Halottak Szelleme – Vajon Segíthet Vagy Árthat Neked? Valóban Léteznek Ilyen Szellemek? (1991, 2005)
- "Lesz -e Még Valaha Háború Nélküli Világ?" (1993)
- "Valóban Törődik Velünk Isten?" (1992, 2001)
- "Mi az Élet Célja? Hogyan Találhatod meg? (1993)
- "Ha Meghal Valaki, Akit Szeretsz..." (1994, 2005)
- "Egy Könyv Minden Embernek" (1997)
- "Mi Történik Velünk,  Amikor Meghalunk?" (1998)
- "Isten Barátja Lehetsz!" (2000)
- "Jehova Tanúi – Kik Ők? Miben Hisznek?" (2000)
- "Hogyan Élhetünk Kielégítő Életet?" (2001)
- "Jehova Tanúi és az Oktatás" (2002)
- "Hadd Lássam azt a Jó Földet!" (2003)
- "Kitartóan Virrasszatok!" (2004)
- "Jó Hír Minden Embernek" (2004)
- "Milyen Legyen az Öltözetünk és a Viselkedésünk, ha a Bételbe Megyünk?" (2008)
- "Mi a Biblia Üzenete?" (2009)
- "Egy Teremtő Keze Műve az Élet?" (2010)
- "Az Élet Eredete – Öt Kérdés, Melynek Érdemes Utánajárni" (2010)
- "Figyelj Istenre és Élj Örökké!" (2011, 2017)
- "Örömteli üzenet Istentől" (2012)
- "Kik cselekszik Jehova akaratát?" (2012, 2017)
- "Bibliai mondókák" (Babáknak, kisgyermekeknek szóló versgyűjtemény; 2013)
- "Hogyan élhetünk boldog családban?" (2014)
- "Tanítsd a gyermekedet!" (2014)
- "Térj vissza Jehovához!"(2015)
- "10 kérdés fiataloktól" (2016)

## Tájékoztatólapok
A tájékoztatólapok rövid, szórólapszerű kiadványok. Régebbi nevük a Tanúk belső nyelvhasználatában traktátus volt az angol "Tract" szóból, melyet 2013-ban változtattak tájékoztatólapra.

### Számozott széria
- T13 – "Miért bízhatsz a Bibliában?" (--> T30; 1991)
- T14 – "Mit hisznek Jehova Tanúi?" (1991)
- T15 – "Élet egy békés Új Világban" (1994)
- T16 – "Milyen reménységük lehet elhunyt szeretteinknek" (--> T35; 1991)
- T19 – "Fennmarad ez a Világ?" (--> T31; 1992, 2005)
- T20 – "Vigasz a depressziósok számára" (1992, 2000)
- T21 – "Örvendj a családi életnek!" (--> T32; 1992, 1998)
- T22 – "Ki uralja valójában a Világot?" (--> T33; 1992)
- T24 – "Jézus Krisztus – Ki Ő?" (1999)
- T25 – "Van-e halhatatlan szellemünk?" (2001)
- T27 – "Nemsokára megszűnik a szenvedés!" (--> T34; 2005)
- T30 - "Mit gondolsz a Bibliáról?" (2013)
- T31 - "Milyennek képzeled a jövőt?" (2013)
- T32 - "Mi kell ahhoz, hogy egy család boldog legyen?" (2013)
- T33 - "Ki uralkodik a világ felett?" (2013)
- T34 - "Megszűnnek egyszer a bajok?" (2013)
- T35 - "Élhet újra, aki meghalt?" (2013)[5]
- T36 - "Mi Isten Királysága?" (2014)
- T37 - "Hol kaphatunk választ az élet nagy kérdéseire?" (2014)[6]

### További tájékoztatólapok
- "Fiatalok – Mi a célja az Életeteknek?" (2002)
- "Szeretné Megismerni az Igazságot?" (2008)

## Filmek
- "Lila háromszögek" (1992)
- "A Biblia a tények és próféciák könyve" 
  - "Pontos történelem, megbízható prófécia" (1991)
  - "Az emberiség legrégibb modern könyve" (1994)
  - "Az életünkre gyakorolt hatása"; (1997)
- "A Föld végső határáig" (1994)
- "Egyesülten az Istentől jövő tanításban" (1995)
- "Jehova Tanúi szilárdan álltak a náci támadással szemben" (1996)
- "Noé Istennel járt" (1997)
- "Fiatalok kérdései"
  - "Hogyan szerezhetek igaz barátokat?" (1999)
  - "Mit kezdjek az életemmel?" (2004)
- "Testvéreink egész közössége" (2000)
- "Jehova Tanúi hűségesen kitartottak a Szovjetunióban" (2001)
- "Transzfúziót helyettesítő eljárások - dokumentumfilm-sorozat"
  - "Transzfúziót helyettesítő eljárások - egyszerűek, biztonságosak, hatékonyak" (2000)
  - "Vér nélkül - Az orvostudomány vállalja a kihívást" (2001)
  - "Transzfúzió nélküli orvosi ellátás a beteg igényeinek és jogainak figyelembevételével" (2002)
- "Dávid bízott Istenben" (2004)
- "Jehova Tanúi szervezetten hirdetik a jó hírt" (2006)[7]
- "Istent dicsőítő célokra törekedjünk!" (2006)
- "Intő példák napjainkra" (2008)
- "Tiszteld Jehova hatalmát" (2008)
- "A teremtés csodái feltárják Isten dicsőségét" (2009)
- "Jehova Tanúi hittel cselekszenek"
  - "Szabadulás a sötétségből" (2010)[8]
  - "Ragyogjon elő a világosság" (2011)[9]
- "Legyél Jehova barátja!" (Animációs filmsorozat kisgyermekeknek, további részei a jw.org-on jelennek meg; 2012-)[10]
- "Hit által járjunk, ne látás által!" (2012)[11]
- "Jó hír minden nemzetnek, törzsnek és nyelvcsoportnak" (Ez a félórás kisfilm a gyülekezetekben lett bemutatva és idén szeptembertől elérhető a jw.org-on; 2013)[12]
- "A Tékozló Fiú" (angolban: A Tékozló visszatérése; 2013)[13]
- "Legyenek ezek a szavak a szívedben!" (2014)
- Jónás - Történet a bátorságról és az irgalomról (2018)